# Prasurampur
Prasurampur (nepalski: परशुरामपुर) – gaun wikas samiti w środkowej części Nepalu w strefie Narajani w dystrykcie Parsa. Według nepalskiego spisu powszechnego z 2001 roku liczył on 356 gospodarstw domowych i 2403 mieszkańców (1132 kobiet i 1271 mężczyzn).